# Аммосова, Матрёна Ивановна
Матрёна Ивановна Аммосова (1930—2000) — якутская советская колхозница, зверовод совхоза «Усть-Янский» Янского района Якутской АССР. Депутат Верховного Совета СССР. Герой Социалистического Труда (1966).

## Биография
Родилась 12 марта 1930 года. Саха. Член КПСС с 1966 года. Образование неполное среднее.
С 1946 года доярка колхоза.
С 1953 года зверовод колхоза, старший зверовод, зоотехник-зверовод колхоза.
С 1972 года старший зверовод колхоза «Силянняхский» Усть-Янского района Якутской АССР.
Указом Президиума Верховного Совета СССР от 22 марта 1966 года удостоена звания Героя Социалистического Труда с вручением ордена Ленина и золотой медали «Серп и Молот».
Депутат Совета Национальностей Верховного Совета СССР 9 созыва (1974—1979) от Булунского избирательного округа № 693 Якутской АССР.